# Christian David Ginsburg
Christian David Ginsburg (Varsòvia, Imperi Rus, 25 de desembre de 1831 - Palmers Green, Anglaterra, 7 de març de 1914) va ser un erudit de la Bíblia i estudiós de la tradició masoreta en el judaisme.

## Infància
Va néixer en una família jueva a Varsòvia el 25 de desembre de 1831 i es va convertir al cristianisme a l'edat de 15 anys.

## Obres
Va arribar a Anglaterra poc temps després de finalitzar la seva educació en el Col·legi Rabínic de Varsòvia. Va continuar el seu estudi de les Escriptures hebrees, amb especial atenció al Megillot. El primer resultat d'aquests estudis va ser un traducció del Càntic dels Càntis, amb un comentari històric i crític, publicat el 1857. Una traducció similar deEclesiastès, seguida per tractats dels Caraïtes, els Essenios i les Càbales, li va permetre mantenir una posició prominent davant dels estudiants bíblics alhora que preparava la primera secció de la seva obra mestra, l'estudi crític del text masorètic.

### Obra mestra
Ginsburg va aconseguir el rang eminent d'erudit hebreu amb la publicació el 1867 de la Introduction to the Rabbinic Bible, Hebrew and English, with notices (Introducció a la Bíblia Rabínica, hebreu i anglès, amb anotacions) de Jacob ben Hayyim i el Masoret haMasoret d'Elias Levita en hebreu, i que incloïa traducció i comentari. El 1870 va ser nomenat un dels primers membres del comitè per a la revisió de la versió de l'Antic Testament en anglès sota contracte amb la Societat Bíblica Trinitària. La seva carrera va culminar amb la publicació de l'estudi del text masorètic o Masora, dividit en tres volums (1880–1886), el Massoretico-critical edition of the Hebrew Bible (Edició crítica masorètica de la Bíblia hebraica) (1894) i finalment, amb l'elaboració d'una introducció per a aquesta (1897).
Ginsburg va publicar Facsimiles of Manuscripts of the Hebrew Bible (Facsímils de manuscrits de la Bíblia hebraica) (1897 i 1898) i The Text of the Hebrew Bible in Abbreviations (El text de la Bíblia hebraica en abreviatures) (1903) juntament amb el tractat On the relationship of the so-called Codex Babylonicus of A.D. 916 to the Eastern Recension of the Hebrew Text (1899, de circulació privada). En aquesta darrera obra esmentada intenta demostrar que el Còdex de Sant Petersburg, durant molts anys acceptat com el text genuí de l'Escola babilònica, és en realitat un text palestí acuradament modificat per fer-lo conforme a la recensió babilònica. Posteriorment va dur a terme la preparació d'una edició nova de la Bíblia hebraica per a la Societat Bíblica Britànica i Estrangera.

### Altres
També va contribuir en diversos articles de la Encyclopaedia de John Kitto, el Dictionary of Christian Biography (Diccionari de biografia cristiana) de William Smith i la Encyclopædia Britànica (1877–1887).